# Nordisk kombination vid olympiska vinterspelen 1976
Resultat från tävlingarna i nordisk kombination vid olympiska vinterspelen 1976 i Innsbruck, Österrike.

## Resultat

### Herrar
- 8 februari 1976

| Placering | Namn                     | Poäng   |
| --------- | ------------------------ | ------- |
| Gild      | Ulrich Wehling (GDR)     | 413.340 |
| Silver    | Urban Hettich (FRG)      | 405.505 |
| Brons     | Konrad Winkler (GDR)     | 398.800 |
| 4         | Rauno Miettinen (FIN)    | 391.845 |
| 5         | Claus Tuchscherer (GDR)  | 390.200 |
| 6         | Nikolaj Nogovitsyn (URS) | 387.935 |
| 7         | Valerij Kopajev (URS)    | 387.730 |
| 8         | Tom Sandberg (NOR)       | 384.800 |